# Bradley James
Bradley James (Exeter, 1983. október 11. –) angol színész. 
Leginkább a Merlin kalandjai című sorozat Arthur Pendragonjaként ismert.

## Fiatalkora
Kilencéves korában a családja az Egyesült Királyságból a floridai Jacksonville-be költözött. Ott a Crown Point Elementary School-ba járt, majd a Fletcher Middle School és a Madeley High tanulója lett. Később a londoni Drama Centre-ben tanult. 

## Pályafutása
2008-ban a Lewis című tévésorozat egyik epizódjában tűnt fel, illetve Ben szerepét játszotta a Dis/Connected című tévéfilmben.
Az áttörést Artúr herceg szerepe hozta el számára (aki később a legendás Artúr király lett) a BBC Merlin kalandjai című sorozatában, mely sikersorozat lett az Egyesült Államokban. Az első évadot az NBC adta le, a későbbieket a leányvállalata, a Syfy.

## Magánélete
Szereti a futballt és évente jótékonysági sportrendezvényeken vesz részt.

## Filmográfia

### Film
| Év   | Magyar cím           | Eredeti cím            | Szerep     | Megjegyzések                 |
| ---- | -------------------- | ---------------------- | ---------- | ---------------------------- |
| 2009 |                      | Portobello 196         | Jude       | rövidfilm                    |
| 2012 |                      | Fast Girls             | Carl       |                              |
| 2016 | Underworld – Vérözön | Underworld: Blood Wars | Varga      | magyar hangja: Szatory Dávid |
| 2019 | A hírvivő            | The Resistance Fighter | Tom Dunbar | Kurier címen is ismert       |

### Televízió
| Év        | Magyar cím                  | Eredeti cím                 | Szerep                        | Megjegyzések                                              |
| --------- | --------------------------- | --------------------------- | ----------------------------- | --------------------------------------------------------- |
| 2008      |                             | Lewis                       | Jack Roth                     | 1 epizód                                                  |
| 2008      |                             | Dis/Connected               | Ben                           | tévéfilm                                                  |
| 2008–2012 | Merlin kalandjai            | Merlin                      | Arthur Pendragon              | főszereplő (65 epizód)                                    |
| 2009      |                             | Children in Need            | Arthur Pendragon              | 1 epizód                                                  |
| 2014      | Homeland – A belső ellenség | Homeland                    | J.G. Edgars                   | 1 epizód                                                  |
| 2015      | iZombie                     | iZombie                     | Lowell Tracey                 | visszatérő szereplő (5 epizód)                            |
| 2016      | Damien: A sátán kegyeltje   | Damien                      | Damien Thorn                  | - főszereplő (10 epizód) - magyar hangja: - Horváth Illés |
| 2017–2019 |                             | Bounty Hunters              | Webb Sherman / Keegan Sherman | főszereplő (5 epizód)                                     |
| 2018–2019 | A Mediciek hatalma          | Medici: Masters of Florence | Giuliano de’ Medici           | - főszereplő (11 epizód) - magyar hangja: - Papp Dániel   |
| 2020      | A felszabadító              | The Liberator               | Felix Sparks                  | minisorozat főszereplője (4 epizód)                       |
| 2023      | Vikingek: Valhalla          | Vikings: Valhalla           | Harekr                        | 2. évad (5 epizód)                                        |

## Fordítás
- Ez a szócikk részben vagy egészben  a   Bradley James című angol Wikipédia-szócikk ezen változatának fordításán alapul.  Az eredeti cikk szerkesztőit annak laptörténete sorolja fel. Ez a jelzés csupán a megfogalmazás eredetét és a szerzői jogokat jelzi, nem szolgál a cikkben szereplő információk forrásmegjelöléseként.